# فریاد (فیلم ۱۹۷۲)
فریاد یک فیلم ترکی محصول سال ۱۹۷۲ به کارگردانی اورهان الماس است. فیلم‌نامه این فیلم توسط صادق شندیل نوشته شده است و طارق آکان و امل سایین در آن به ایفای نقش پرداختند.